# Arboussols
Arboussols – miejscowość i gmina we Francji, w regionie Oksytania, w departamencie Pireneje Wschodnie.
Według danych na rok 2010 gminę zamieszkiwały 103 osoby, a gęstość zaludnienia wynosiła 6 osób/km² (wśród 1545 gmin Langwedocji-Roussillon Arboussols plasuje się na 822. miejscu pod względem liczby ludności, natomiast pod względem powierzchni na miejscu 597.).

## Populacja

Populacja Arboussols w latach 1962–2008

## Zabytki
Zabytki w Arboussols posiadające status Monument historique:
- kościół Notre-Dame des Escaliers de Marcevol (Église Notre-Dame des Escaliers de Marcevol)
- przeorstwo Marcevol (Prieuré de Marcevol)